# Xã Washington, Quận Monroe, Indiana
Xã Washington (tiếng Anh: Washington Township) là một xã thuộc quận Monroe, tiểu bang Indiana, Hoa Kỳ. Năm 2010, dân số của xã này là 2.029 người.